# Потяг (телесеріал)
«Потяг» — український драматичний серіал, знятий за державної підтримки. 
Сюжет чотирисерійної стрічки обертається навколо роботи поїзної бригади евакуаційного потяга "Укрзалізниці" сполученням Київ-Чернівці у перші дні російської агресії проти України.

## Сюжет
Молода провідниця за день до початку повномасштабного вторгнення отримує пропозицію одружитися від начальника потягу, але красуня бачить своє майбутнє зовсім інакше. Та війна руйнує всі її плани. 
Потяг Поліни стає евакуаційним: інструкції та розклади летять шкереберть, до вагонів набивається втричі більше наляканих і знервованих пасажирів, бракує води, їжі та ліків, звідусюди стріляє безжальний ворог, а кінцеву точку маршруту не знає навіть машиніст. До того ж, негідник-крадій намагається не лише по-дрібному нажитися на людській біді, але й викрасти музейні цінності, які евакуюють цим же рейсом.

## У ролях
- Анастасія Іванюк — провідниця Поліна
- Дар'я Легейда — провідниця Таміла
- Євгеній Лісничий — Женя
- Роман Соболевський — начальник потягу

## Виробництво
Серіал знято за підтримки держави, на замовлення державного підприємства "Мультимедійна платформа іномовлення України". У 2023 році він став одним з переможців державного мистецького конкурсу на виробництво серіалів та фільмів сучасної тематики. На створення проєкту з державного бюджету виділили 8,5 млн грн.

## Мета
Продюсерка серіалу Вікторія Бурдукова підкреслює суспільну цінність стрічки:
Наш серіал, перш за все, про людей. Про тих, хто рятувався і про тих, кого рятували. Історія сильна і оптимістична — як українці. А ще, це історія про любов та про кохання. Тому що під час будь-яких випробувань українці залишаються людьми. Знімали з вдячністю до "Укрзалізниці", яка вивозила з-під російських обстрілів українських жінок та дітей.

## Відгуки
Критикиня Детектор Медія Марія Спалєк дає схвальну рецензію проєкту, особливо звертаючи увагу на:
- реалістичність подій і переконливість персонажів:[...] у серіалі [...] на всі чотири серії є лише одна сцена, до якої при бажанні можна доколупатися.[...] весь час всі без винятку персонажі фільму поводяться послідовно і зрозуміло. В цьому, власне, і полягає головний секрет привабливості «Потягу». Мотиви та вчинки його героїв абсолютно, так би мовити, земні[7].

- натуралістичність:

Наприклад, мама головної героїні через величезну чергу ніяк не потрапить до туалету й уже не може терпіти. І тоді поранений військовий, із яким вона їде у купе провідників, пропонує скористатися підгузком.
- та чесноту:

Особисті відносини між персонажами стають зрозумілими з контексту, а не через театральні флешбеки чи пояснювальні монологи. Це стосується і відносин героїні з її колишнім коханцем, і з теперішнім залицяльником, і з мамою.
На її думку сценаристи проєкту цілком виконали своє мистецьке завдання:
Сценаристи спиралися на [...] реальні спогади. На початку творці чесно зізналися, що задля ефекту трохи спресували історії з різних рейсів в одну розповідь, але сильним перебільшенням це не виглядає. [...] сценаристи [...] вдало інтегрували ноу-хау «поменше пафосу, побільше реалізму» в сучасні українські декорації. Щиро вітаю та раджу всім іншим брати за приклад.

26.06.2025 - серіал "Потяг" отримав премію "Maximo" на фестивалі Italian Global Series Festival за перемогу в номінації "Best Limited Series".